# 88 (číslo)
Osmdesát osm je přirozené číslo. Následuje po číslu osmdesát sedm a předchází číslu osmdesát devět. Řadová číslovka je osmdesátý osmý nebo osmaosmdesátý. Římskými číslicemi se zapisuje LXXXVIII.

## Matematika
Osmdesát osm je
- abundantní číslo
- nepříznivé číslo.
- v desítkové soustavě nešťastné číslo

## Chemie
- 88 je atomové číslo radia, stabilní izotop s tímto neutronovým číslem mají 4 prvky (neodym, samarium, europium a gadolinium) a nukleonové číslo nejběžnějšího přírodního izotopu stroncia[1]

## Hudba
- Klaviatura většiny klavírů se skládá z 88 kláves (52 bílých a 36 černých)

## Neonacistická symbolika
'H' je osmé písmeno abecedy. Dvě osmičky znázorňují 'HH', což je zkratka pozdravu Heil Hitler; číselnou kombinaci 88 proto někdy využívají neonacisté k vyjádření tohoto pozdravu, což slouží k vzájemnému identifikování bez rizika stíhání.
Číslo je zakázáno na rakouských espézetkách na přání.
Adam Vlkanova si v roce 2022, po letním přestupu z Hradce Králové do plzeňské Viktorie, vybral číslo dresu 88, totéž číslo nosí i v polském prvoligovém týmu Ruch Chorzów, kde od sezóny 2023/24 hostuje. Hokejová expertka Darina Vymětalíková upozornila, že NHL přímočaré negativní konotace ve volbě čísla dresu neshledává, neboť osmdesátosmičku nosí Patrick Kane, William Nylander, David Pastrňák a Martin Nečas.
V červnu 2023 Italská fotbalová federace (FIGC) a italská vláda oznámily, že číslo 88 bude zakázáno používat v působnosti italského fotbalového svazu coby součást společné iniciativy v boji proti antisemitismu. Zákaz následovalo po incidentu z března téhož roku, kdy měl příznivec římského Lazia klubové tričko se jménem „Hitlerson“ a číslem 88, což mu přivodilo doživotní zákaz účasti na zápasech Lazia.

## Radioamatérství
- „88“ je mezinárodní radioamatérskou zkratkou značící „políbení“[6]

## Roky
- 88
- 88 př. n. l.